# Siddharth Mahadevan
Siddharth Mahadevan (nacido el 16 de abril de 1993) es un cantante de playback y compositor indio, conocido por sus temas musicales en la película "Bhaag Milkha Bhaag", en la que interpretó una canción titulada "Zinda" y la versión de rock de la canción del mismo título de la película "Bhaag Milkha Bhaag". Interpretó una canción titulada "Malang Malang", para el director de música, Pritam, para una película titulada "Dhoom 3". También ha compuesto temas musicales para una película del  cine marathi titulada "Swapna Tujhe ni Majhe" con su primo Soumil.

## Biografía
Es hijo de Shankar Mahadevan, integrante del trío Shankar-Ehsaan-Loy, que compone temas musicales para películas del cine indio. Completó sus estudios de bachillerato en el "Sacred Heart High School" en Vashi. Después de completar sus estudios de pregrado en el  SIES College de Sionde, actualmente estudia en la universidad nacional de RD.

## Filmografía

### Como compositor
- Swapna Tujhe Ni Majhe (2012)
- Midnight's Children (2012)
- The Perfect Girl (2014)

### Como cantante de playback
| Película           | Año  | Canción                             | Compositor(es)     | Escritor(es)         | Co-singer(s)                                          | Ref.  |
| ------------------ | ---- | ----------------------------------- | ------------------ | -------------------- | ----------------------------------------------------- | ----- |
| Bunty Aur Babli    | 2005 | "Bunty Aur Babli"                   | Shankar-Ehsaan-Loy | Gulzar               | Shankar Mahadevan, Sukhwinder Singh, Jaspinder Narula | [ 1 ] |
| Bhaag Milkha Bhaag | 2013 | "Zinda"                             | Shankar-Ehsaan-Loy | Prasoon Joshi        |                                                       | [ 2 ] |
| Bhaag Milkha Bhaag | 2013 | "Bhaag Milkha Bhaag" (Rock Version) | Shankar-Ehsaan-Loy | Prasoon Joshi        | [ 3 ]                                                 |       |
| D-Day              | 2013 | "Dhuaan"                            | Shankar-Ehsaan-Loy | Niranjan Iyengar     | Rahul Ram, Alyssa Mendonsa                            | [ 4 ] |
| Dhoom 3            | 2013 | "Malang"                            | Pritam             | Sameer               | Shilpa Rao                                            | [ 5 ] |
| One by Two         | 2014 | "I'm Just Pakaoed"                  | Shankar-Ehsaan-Loy | Amitabh Bhattacharya |                                                       | [ 6 ] |
| 2 States           | 2014 | "Hulla Re"                          | Shankar-Ehsaan-Loy | Amitabh Bhattacharya | Shankar Mahadevan, Rasika Shekar                      | [ 7 ] |
| Kill Dil           | 2014 | "Bol Beliya"                        | Shankar-Ehsaan-Loy | Gulzar               | Sunidhi Chauhan, Shankar Mahadevan                    | [ 8 ] |

| Película       | Año  | Canción                        | Idioma | Composito(es)  | Escritor(es)         | Co-interprete(s)                                                   | Referencia |
| -------------- | ---- | ------------------------------ | ------ | -------------- | -------------------- | ------------------------------------------------------------------ | ---------- |
| Race Gurram    | 2014 | "Sweety"                       | Telugu | S. Thaman      | Varikuppala Yadagiri | Rabbit Mac                                                         | [ 9 ]      |
| Happy New Year | 2014 | "India Waale (Telugu Version)" | Telugu | Vishal-Shekhar | Snehan               | Shankar Mahadevan, Rajiv Sundaresan, Raman, Mahadevan, Neeti Mohan | [ 10 ]     |
| Vadacurry      | 2014 | "Ullangayil Ennai Vaithu"      | Tamil  | Vivek-Mervin   | Snehan               |                                                                    | [ 11 ]     |

## Otros proyectos
- "Composed jingle for RADIO CITY'S kasakay mumbai"
- "Composed jingle for DISCOVERY TLC's Chew"